# Ligue féminine de basket 2007-2008
Navigation
Saison précédente Saison suivante
La saison 2007-2008 de la LFB est la 10e édition de la Ligue féminine de basket et se dispute avec 14 équipes.
Elle débute les 27 et 28 octobre 2007, à l’occasion de l’Open LFB pour le compte de la première journée de la saison régulière. Cette dixième édition marque le retour de deux rétrogradations en NF1.

## Récit

### Avant-saison
À l’issue de la saison précédente, le Cavigal de Nice Sports a été relégué en NF1, c’est donc le Saint-Jacques Sport Reims qui, en étant champion de NF1, le remplace dans l’élite.
Le 4 juillet, la Fédération française refusa le maintien du Mourenx BC qui ne répondait pas aux contraintes financières. Finalement, le 10 août c’est le CNOSF qui accorda le droit à Mourenx de jouer dans l’élite, évitant ainsi un championnat déséquilibré avec 13 équipes (comme cela avait eu lieu par le passé après les disparitions du W Bordeaux Basket ou du Toulouse Launaguet Basket).
À l'occasion de l’Open LFB qui marquait cette année le début de la 10e saison de la Ligue, un nouveau logo a été dévoilé, reprenant l’acronyme LFB. Ce fut également l’occasion d’une vive protestation quant à l’inclusion des joueuses étrangères dans les équipes. En effet, afin de pallier l’absence de l'internationale Isabelle Yacoubou, le Tarbes Gespe Bigorre avait fait appel à l'Américaine Iciss Tillis en s’appuyant sur une nouvelle règle, autorisant à remplacer un international français s’étant blessé en équipe de France par un joueur de n’importe quelle nationalité. Ceci portait alors à trois le nombre de joueuses extra-communautaires dans l’effectif du TGB, ce qui est contraire au règlement FFBB, et qui amena les entraîneurs des équipes adverses à condamner cette validation de licence. Finalement la FFBB est revenue sur sa décision, autorisant à Tarbes à inscrire seulement deux joueuses extra-communautaires sur la feuille de match.

### Deuxième phase
Mourenx entame cette deuxième phase de championnat avec un nouvel entraîneur. Dernier de ligue féminine, le club se sépare en effet de Pascal Delaliaux, remplacé par l'ancienne joueuse Aurélie Lopez.

### Tournoi de la fédération
Le tournoi de la fédération se dispute à la salle Jean Bouin d'Angers les 19 et 20 avril 2008. À l'issue de la saison régulière, les quatre premières équipes sont ainsi qualifiées pour ce tournoi. En demi-finale, Bourges affronte Villeuneuve-d'Ascq à 14h30 et Valenciennes est opposé à Montpellier à 17h00. Dans les deux cas ce sont les premières citées qui s'imposent et s'affrontent donc en finale. En finale le CJM Bourges Basket affronte l'Union sportive Valenciennes Olympic
le dimanche 20 avril a 16h30 et voie la victoire de Bourges sur le score 58 à 45.

### Playoffs et Chalenge round
À l'issue de la saison régulière ce sont donc Calais et Mourenx qui sont relégués en NF1. Les quatre premières équipes (Bourges, Valenciennes, Montpellier et Villeuneuve-d'Ascq) se disputent les playoffs pour viser le titre de champion de France. Alors que les huit suivantes (dans l'ordre : Challes-les-Eaux, Mondeville, Saint-Amand-les-Eaux, Clermont-Ferrand, Reims, Tarbes, Aix-en-Provence et Arras) disputent le Challenge Round pour se départager les places européennes.

## Les équipes
| Aix-en-Provence Bourges Calais Clermont-Ferrand Challes-les-Eaux Mondeville Lattes Mourenx Tarbes Villeneuve-d’Ascq Saint-Amand Valenciennes Reims |

| Club                                    | Ville                |
| --------------------------------------- | -------------------- |
| Pays d'Aix Basket 13                    | Aix-en-Provence      |
| ASPTT Arras                             | Arras                |
| CJM Bourges Basket                      | Bourges              |
| COB Calais                              | Calais               |
| Challes-les-Eaux Basket                 | Challes-les-Eaux     |
| Stade Clermontois Auvergne Basket 63    | Clermont-Ferrand     |
| Basket Lattes Montpellier Agglomération | Montpellier          |
| USO Mondeville                          | Mondeville           |
| Mourenx Basket Club                     | Mourenx              |
| Saint-Jacques Sport Reims               | Reims                |
| Union Saint-Amand Porte du Hainaut      | Saint-Amand-les-Eaux |
| Tarbes Gespe Bigorre                    | Tarbes               |
| Union Sportive Valenciennes Olympic     | Valenciennes         |
| ESB Villeneuve-d’Ascq LM                | Villeneuve-d’Ascq    |

## Clubs par année dans l'élite
La présente liste correspond à la dernière accession dans l'élite, et non simplement à la LFB
| Club               | Dernière montée | Club                 | Dernière montée |
| ------------------ | --------------- | -------------------- | --------------- |
| Aix-en-Provence    | 1981            | COB Calais           | 2003            |
| Valenciennes       | 1986            | Clermont-Ferrand     | 2004            |
| Bourges            | 1991            | Mourenx              | 2005            |
| Tarbes             | 1992            | Saint-Amand-les-Eaux | 2005            |
| Mondeville         | 1996            | Challes-les-Eaux     | 2005            |
| Villeneuve-d’Ascq  | 2000            | Arras                | 2006            |
| Lattes-Montpellier | 2001            | Reims                | 2007            |

## Les salles de LFB
| Club                                    | Salle                                | Capacité | Affluence moyenne |
| --------------------------------------- | ------------------------------------ | -------- | ----------------- |
| Pays d'Aix Basket 13                    | Complexe sportif de la Pioline       | 1 200    | -                 |
| ASPTT Arras                             | Halle des sports Richard Tetelin     | 1 500    | -                 |
| CJM Bourges Basket                      | Palais des sports du Prado           | 3 100    | -                 |
| COB Calais                              | Salle Calypso                        | 3 300    | -                 |
| Challes-les-Eaux Basket                 | Salle Polyvalente                    | 1 200    | -                 |
| Stade Clermontois Auvergne Basket 63    | Gymnase Honoré et Jean Fleury        | 1 000    | -                 |
| Basket Lattes Montpellier Agglomération | Palais des sports de Lattes          | 1 000    | -                 |
| USO Mondeville                          | Halle Bérégovoy                      | 2 500    | -                 |
| Mourenx Basket Club                     | Gymnase municipal                    | 800      | -                 |
| Saint-Jacques Sport Reims               | Complexe Sportif René Tys            | 3 000    | -                 |
| Union Saint-Amand Porte du Hainaut      | Salle Maurice Hugot                  | 2 000    | -                 |
| Tarbes Gespe Bigorre                    | Palais des sports du quai de l'Adour | 2 000    | -                 |
| Union Sportive Valenciennes Olympic     | Salle du Hainaut                     | 2 900    | -                 |
| ESB Villeneuve-d’Ascq LM                | Le Palacium                          | 1 800    | -                 |

## La saison régulière

### Phase aller
La première journée a un statut un peu particulier puisqu’elle se déroule au Stade Pierre de Coubertin dans le cadre de l’Open LFB.

### Classement de la saison régulière
- En vert les équipes directement qualifiées pour les demi-finales des playoffs (la 1re est directement qualifiée pour l’Euroligue 2009) ;
- En bleu les équipes qui disputeront une Challenge Round pour une qualification à l’Eurocoupe 2009 ;
- En rouge les clubs relégués en NF1.

| Place | Équipe               | Pts | MJ | Vic. | Déf. | +     | -     | %    | Coeff. |
| 1     | Bourges              | 51  | 26 | 25   | 1    | 1 916 | 1 511 | 96,2 |        |
| 2     | Valenciennes         | 45  | 26 | 19   | 7    | 1 783 | 1 600 | 73,1 | 1,098  |
| 3     | Lattes-Montpellier   | 45  | 26 | 19   | 7    | 1 906 | 1 737 | 73,1 | 0,910  |
| 4     | Villeneuve-d’Ascq    | 40  | 26 | 14   | 12   | 1 769 | 1 697 | 53,8 | 1,124  |
| 5     | Challes-les-Eaux     | 40  | 26 | 14   | 12   | 1 788 | 1 778 | 53,8 | 1,052  |
| 6     | Mondeville           | 40  | 26 | 14   | 12   | 1 874 | 1 889 | 53,8 | 0,852  |
| 7     | Saint-Amand-les-Eaux | 39  | 26 | 13   | 13   | 1 719 | 1 661 | 50,0 | 1,241  |
| 8     | Clermont-Ferrand     | 39  | 26 | 13   | 13   | 1 874 | 1 862 | 50,0 | 0,806  |
| 9     | Reims                | 38  | 26 | 12   | 14   | 1 705 | 1 797 | 46,2 |        |
| 10    | Tarbes               | 37  | 26 | 11   | 15   | 1 717 | 1 702 | 42,3 |        |
| 11    | Aix-en-Provence      | 36  | 26 | 10   | 16   | 1 657 | 1 758 | 38,5 |        |
| 12    | Arras                | 35  | 26 | 9    | 17   | 1 899 | 2 032 | 34,6 |        |
| 13    | Calais               | 32  | 26 | 6    | 20   | 1 771 | 2 001 | 23,1 |        |
| 14    | Mourenx              | 29  | 26 | 3    | 23   | 1 624 | 1 977 | 11,5 |        |

## Tournoi de la Fédération
|  | Demi-finales               | Demi-finales               |                        |    | Finale                     | Finale                     |
|  | Demi-finales               | Demi-finales               |                        |    | Finale                     | Finale                     |
|  |                            |                            |                        |    |                            |                            |
|  | Sam 19 avr. 14:30 - Angers | Sam 19 avr. 14:30 - Angers |                        |    | Dim 20 avr. 16:30 - Angers | Dim 20 avr. 16:30 - Angers |
|  | Sam 19 avr. 14:30 - Angers | Sam 19 avr. 14:30 - Angers |                        |    | Dim 20 avr. 16:30 - Angers | Dim 20 avr. 16:30 - Angers |
|  | (1) Bourges                | 80                         |                        |    | Dim 20 avr. 16:30 - Angers | Dim 20 avr. 16:30 - Angers |
|  | (1) Bourges                | 80                         |                        |    | Dim 20 avr. 16:30 - Angers | Dim 20 avr. 16:30 - Angers |
|  | (4) Villeneuve-d’Ascq      | 47                         |                        |    | Dim 20 avr. 16:30 - Angers | Dim 20 avr. 16:30 - Angers |
|  | (4) Villeneuve-d’Ascq      | 47                         | Bourges                | 58 |                            |                            |
|  | Sam 19 avr. 17:30 - Angers |                            | Bourges                | 58 |                            |                            |
|  |                            | Valenciennes               | 45                     |    |                            |                            |
|  | (2) Valenciennes           | Valenciennes               | 45                     | 71 |                            |                            |
|  | (2) Valenciennes           |                            |                        | 71 |                            |                            |
|  | (3) Lattes-Montpellier     | 60                         |                        |    |                            |                            |
|  | (3) Lattes-Montpellier     | 60                         | Match pour la 3e place |    |                            |                            |
|  |                            |                            |                        |    |                            |                            |
|  | Dim 20 avr. 14:00 - Angers |                            |                        |    |                            |                            |
|  |                            |                            |                        |    |                            |                            |
|  | Villeneuve-d’Ascq          | 81                         |                        |    |                            |                            |
|  | Villeneuve-d’Ascq          | 81                         |                        |    |                            |                            |
|  | Lattes-Montpellier         | 60                         |                        |    |                            |                            |
|  | Lattes-Montpellier         | 60                         |                        |    |                            |                            |

 Belinda Snell (Bourges) a été désignée Meilleure joueuse de ce 18e et dernier Tournoi de la Fédération.

## Les playoffs

### Challenge Round (5-12)
|  | Quarts de finale         | Quarts de finale | Quarts de finale | Quarts de finale |                        |        | Demi-finales | Demi-finales | Demi-finales     | Demi-finales |  |  | Finale | Finale | Finale | Finale |
|  |                          |                  |                  |                  |                        |        |              |              |                  |              |  |  |        |        |        |        |
|  | Mar 22, ven 25 avr.      |                  |                  |                  |                        |        |              |              |                  |              |  |  |        |        |        |        |
|  |                          |                  |                  |                  |                        |        |              |              |                  |              |  |  |        |        |        |        |
|  | (5) Challes-les-Eaux     | 61               | 73               | 134              |                        |        |              |              |                  |              |  |  |        |        |        |        |
|  | (5) Challes-les-Eaux     | 61               | 73               | 134              | Mar 29 avr., ven 2 mai |        |              |              |                  |              |  |  |        |        |        |        |
|  | (12) Arras               | 53               | 67               | 120              |                        |        |              |              |                  |              |  |  |        |        |        |        |
|  | (12) Arras               | 53               | 67               | 120              | Challes-les-Eaux       | 66     | 75           | 141          |                  |              |  |  |        |        |        |        |
|  | Mar 22, ven 25 avr.      |                  |                  |                  | Challes-les-Eaux       | 66     | 75           | 141          |                  |              |  |  |        |        |        |        |
|  |                          | Clermont-Ferrand | 74               | 78               | 152                    |        |              |              |                  |              |  |  |        |        |        |        |
|  | (8) Clermont-Ferrand     | Clermont-Ferrand | 74               | 78               | 152                    | 62     | 78           | 140          |                  |              |  |  |        |        |        |        |
|  | (8) Clermont-Ferrand     |                  |                  |                  |                        | 62     | 78           | 140          | Mar 6, ven 9 mai |              |  |  |        |        |        |        |
|  | (9) Reims                | 58               | 70               | 128              |                        |        |              |              |                  |              |  |  |        |        |        |        |
|  | (9) Reims                | 58               | 70               | 128              | Clermont-Ferrand       | 67     | 71           | 138          |                  |              |  |  |        |        |        |        |
|  | Mar 22, ven 25 avr.      |                  |                  |                  | Clermont-Ferrand       | 67     | 71           | 138          |                  |              |  |  |        |        |        |        |
|  |                          |                  |                  |                  |                        | Tarbes | 80           | 67           | 147              |              |  |  |        |        |        |        |
|  | (6) Mondeville           | 71               | 61               | 132              |                        | Tarbes | 80           | 67           | 147              |              |  |  |        |        |        |        |
|  | (6) Mondeville           | 71               | 61               | 132              | Mar 29 avr., ven 2 mai |        |              |              |                  |              |  |  |        |        |        |        |
|  | (11) Aix-en-Provence     | 81               | 53               | 134              |                        |        |              |              |                  |              |  |  |        |        |        |        |
|  | (11) Aix-en-Provence     | 81               | 53               | 134              | Aix-en-Provence        | 58     | 60           | 118          |                  |              |  |  |        |        |        |        |
|  | Mar 22, ven 25 avr.      |                  |                  |                  | Aix-en-Provence        | 58     | 60           | 118          |                  |              |  |  |        |        |        |        |
|  |                          | Tarbes           | 58               | 69               | 127                    |        |              |              |                  |              |  |  |        |        |        |        |
|  | (7) Saint-Amand-les-Eaux | Tarbes           | 58               | 69               | 127                    | 53     | 63           | 116          |                  |              |  |  |        |        |        |        |
|  | (7) Saint-Amand-les-Eaux |                  |                  |                  |                        | 53     | 63           | 116          |                  |              |  |  |        |        |        |        |
|  | (10) Tarbes              | 70               | 70               | 140              |                        |        |              |              |                  |              |  |  |        |        |        |        |

|  | Score cumulé. |

|  | Score de l’équipe recevante. |

|  | Score de l’équipe en déplacement. |

### Tableau final (1-4)
|  | Demi-finales           | Demi-finales       | Demi-finales | Demi-finales |                   |      | Finale | Finale | Finale | Finale |  |  |
|  |                        |                    |              |              |                   |      |        |        |        |        |  |  |
|  | Ven 25, mer 30 avr.    |                    |              |              |                   |      |        |        |        |        |  |  |
|  |                        |                    |              |              |                   |      |        |        |        |        |  |  |
|  | (1) Bourges            | 75                 | *72          | 2            |                   |      |        |        |        |        |  |  |
|  | (1) Bourges            | 75                 | *72          | 2            | Mer 7, sam 10 mai |      |        |        |        |        |  |  |
|  | (4) Villeneuve-d’Ascq  | *60                | 44           | 0            |                   |      |        |        |        |        |  |  |
|  | (4) Villeneuve-d’Ascq  | *60                | 44           | 0            | Bourges           | 58ap | *52    | 2      |        |        |  |  |
|  | Sam 26, mer 30 avr.    |                    |              |              | Bourges           | 58ap | *52    | 2      |        |        |  |  |
|  |                        | Lattes-Montpellier | *56          | 45           | 0                 |      |        |        |        |        |  |  |
|  | (2) Valenciennes       | Lattes-Montpellier | *56          | 45           | 0                 | 59   | *66    | 0      |        |        |  |  |
|  | (2) Valenciennes       |                    |              |              |                   |      |        | 0      |        |        |  |  |
|  | (3) Lattes-Montpellier | *83                | 68           | 2            |                   |      |        |        |        |        |  |  |
|  | (3) Lattes-Montpellier | *83                | 68           | 2            |                   |      |        |        |        |        |  |  |

## L’équipe championne
Entraîneur :  Pierre Vincent
Entraîneur adjoint :  Noëlle Matichard
| Numéro | Nom                  | Taille (m) | Poste             | Nationalité |
| 4      | Sonja Petrović       | 1,89       | ailière           | Serbie      |
| 5      | Belinda Snell        | 1,80       | arrière           | Australie   |
| 6      | Cathy Melain         | 1,83       | arrière           | France      |
| 7      | Nwal-Endéné Miyem    | 1,88       | intérieure        | France      |
| 8      | Ana Cata-Chitiga     | 1,94       | intérieure        | France      |
| 9      | Céline Dumerc (cap.) | 1,69       | meneuse           | France      |
| 10     | Carine Paul          | 1,77       | ailière           | France      |
| 11     | Sonja Kireta         | 1,98       | pivot             | Croatie     |
| 12     | Florence Lepron      | 1,83       | meneuse - arrière | France      |
| 14     | Emmeline Ndongué     | 1,90       | pivot             | France      |
| 15     | Nóra Bujdosó         | 1,88       | arrière           | Hongrie     |

## Récompenses et performances
- Meilleure joueuse française :  Céline Dumerc (Bourges)[7].
- Meilleure joueuse étrangère :  Belinda Snell (Bourges)[7]
- Meilleur espoir :  Nwal-Endéné Miyem (Bourges)[7]
- Meilleure joueuse des finales :  Emmeline Ndongué (Bourges)
- Meilleure joueuse du Challenge Round :  Elizabeth Shimek-Moeggenberg (Tarbes)

## Classement final
| Rang | Équipe                  | Saison régulière |
| ---- | ----------------------- | ---------------- |
| 1    | CJM Bourges Basket      | 1re              |
| 2    | Lattes-Montpellier      | 3e               |
| 3    | US Valenciennes Olympic | 2e               |
| 3    | ESB Villeneuve-d’Ascq   | 4e               |
| 5    | Tarbes Gespe Bigorre    | 10e              |
| 6    | Stade clermontois       | 8e               |
| 7    | Challes-les-Eaux        | 5e               |
| 7    | Aix-en-Provence         | 11e              |
| 9    | USO Mondeville          | 6e               |
| 9    | Saint-Amand-les-Eaux    | 7e               |
| 9    | SJS Reims               | 9e               |
| 9    | ASPTT Arras             | 12e              |
| 13   | COB Calais              | 13e              |
| 14   | Mourenx BC              | 14e              |

    : Qualifiés pour l’Euroligue 2009 ;
    : Qualifiés pour l’Eurocoupe 2009 (le vainqueur du Challenge Round et les clubs classés de 5 à 7 à l’issue de la saison régulière) ;
    : Relégués en NF1.